# Сосновець (Зґерський повіт)
Сосновець (пол. Sosnowiec) — село в Польщі, у гміні Стрикув Зґерського повіту Лодзинського воєводства.
Населення — 317 осіб (2011).
У 1975-1998 роках село належало до Лодзинського воєводства.

## Демографія
Демографічна структура станом на 31 березня 2011 року:
|          | Загалом | Допрацездатний вік | Працездатний вік | Постпрацездатний вік |
| -------- | ------- | ------------------ | ---------------- | -------------------- |
| Чоловіки | 150     | 27                 | 104              | 19                   |
| Жінки    | 167     | 28                 | 98               | 41                   |
| Разом    | 317     | 55                 | 202              | 60                   |